# Staryï Krym (oblast de Donetsk)
Staryï Krym (ukrainien : Старий Крим, russe : Старый Крым, litt. « ancienne Crimée ») est une commune urbaine de l'oblast de Donetsk, en Ukraine, située à 9 km au nord-est de Marioupol. Elle compte 5 789 habitants en 2021.

## Géographie
La commune se trouve sur la rive occidentale de la rivière Kaltchyk, affluent de rive droite du fleuve côtier Kalmious, qui se jette ensuite au sud dans la mer d'Azov.

## Histoire
Le village est fondé en 1780 par des colons grecs de Crimée. Il comptait 1 779 habitants en 1897, tous de confession orthodoxe. Il reçoit son statut de commune urbaine en 1938.